# 1990년 OB 베어스 시즌
1990년 OB 베어스 시즌은 OB 베어스가 KBO 리그에 참가한 9번째 시즌이다. 이광환 감독이 팀을 이끈 2번째 시즌이었으나 개인에 개성과 책임감을 믿고 맡기는 '자율 야구'의 기치를 들었음에도  전임감독에게 젖은 고참선수들을 효과적으로 통솔하지 못한 데다  장래를 위해 2∼3년생을 주축으로 한 유망주들을 대거 기용하자 은퇴를 앞둔 고참선수들이 불안을 느끼기 시작하여   팀워크에 틈새가 생겨 중도 사퇴하고 이재우 감독 대행이 남은 시즌을 책임졌다. 팀은 7팀 중 정규시즌 최하위에 그쳐 창단 첫 최하위를 기록했다. 6위 롯데 자이언츠와 9경기, 5위 태평양 돌핀스와도 22경기 차이가 날 정도로 성적이 낮았으며, 당시 기록한 80패는 단일 시즌 최다패였다.

## 타이틀
- 올스타 선발: 박노준 (외야수), 김형석 (외야수)
- 올스타전 추천선수: 구동우, 김광수, 김상호
- 컴투스프로야구 선정 감독들의 현역시절 라인업: 조범현
- 출장(타자): 김형석 (120)
- 희생플라이: 김형석 (8)

## 선수단
- 선발투수 : 구동우, 박철순, 장호연, 김보선, 계형철, 김진욱
- 구원투수 : 박형열, 김동현, 강규성, 조정수, 하창우, 권영구, 윤석환, 김형균, 이진
- 마무리투수 : 손병희, 김진규, 홍길남, 이상훈
- 포수 : 정재호, 최치용, 김호근, 송명철, 김태형, 조범현
- 1루수 : 신경식, 길홍규, 김종석
- 2루수 : 송재박, 양세종, 이복근
- 유격수 : 구천서, 이명수
- 3루수 : 임형석, 정삼룡
- 좌익수 : 곽연수, 박노준
- 중견수 : 김형석, 안대환, 서일권, 김광림
- 우익수 : 김상호, 최동창
- 지명타자 : 김광수, 강형석, 서준룡

## 여담
- 김상호는 KBO 올스타전 사상 최초로 장타율 4.000을 기록했다.
- 홍길남은 1990년 7월 12일 삼성 라이온즈와의 더블헤더 경기에서 두 경기 모두 구원 등판했으나 두 경기 모두 패전투수가 되면서 한국프로야구 최초로 하루에 2패를 기록한 투수가 되었다.
- 신경식은 이 시즌에 구단 사상 최초로 OB 베어스 소속으로 통산 3000타석을 달성했다.
- 12월 18일 송재박을 트레이드를 통해 태평양 돌핀스로 보냈다. 이로써 송재박은 KBO 리그 사상 최초로 리그 내 트레이드로 팀을 옮긴 용병 선수가 되었다.
- 투수 최규순은 이 시즌을 끝으로 은퇴했으며, 이듬해 KBO 심판위원이 되어 KBO 리그 사상 최초의 프로 투수 출신 심판이 되었다.
- 이 시즌은 KBO 리그 사상 처음으로 규정 이닝 충족 투수 전원이 양수 WAR을 기록한 시즌이다. 이 중 가장 WAR이 낮았던 김동현은 WAR 0.65를 기록했다.
- 안언학은 이 시즌에 KBO 퓨처스리그에서 통산 처음이자 마지막으로 투수로 등판해 0.1이닝을 소화했다. 이후 KBO 퓨처스리그에서의 추가 등판 없이 1991년 은퇴하여 KBO 퓨처스리그 사상 통산 최소 이닝 소화 투수가 되었다.

## 같이 보기
- 1996년 OB 베어스 시즌